# 牛田弦太
牛田 弦太（うしだ げんた、 6月28日 - ）は、日本の作曲家・編曲家・音楽プロデューサー、レコーディング・エンジニア。 東京都生まれ。 別称は”mugen”。所属事務所はagehasprings。

## 略歴
4歳から調律師の父親の影響でピアノ、ヴァイオリンを弾き始め、その頃から自ら作曲した曲に詩をつけて歌うようになる。学生時代はバンド活動やオーケストラ、ブラスバンドに参加し、鍵盤だけでなくベースやギターなど様々な楽器を弾きはじめる。
1999 - 2000年 当時の音楽シーンを学ぶためアメリカへ留学。帰国後、ライブハウスやクラブなどを中心にトラックメイカーとして活動。
2006年から玉井健二が代表を務めるクリエイター集団 「agehasprings」 に参入。
YUKIの作曲を手掛け 、「ランデブー」「COSMIC BOX」「うれしくって抱きあうよ」などの楽曲が収録されたアルバム『うれしくって抱きあうよ』はオリコンチャート週間ランキング初登場1位を獲得した。